# Giuseppe Verdi (film 1958)
Giuseppe Verdi è un cortometraggio del 1958, diretto da Silvana Pampanini.